# Pharr
Pharr és una població dels Estats Units a l'estat de Texas. Segons el cens del 2000 tenia 46.660 habitants.

## Demografia
Segons el cens del 2000, Pharr tenia 46.660 habitants, 12.798 habitatges, i 10.878 famílies. La densitat de població era de 864,9 habitants/km².
Dels 12.798 habitatges en un 47,1% hi vivien nens de menys de 18 anys, en un 64,2% hi vivien parelles casades, en un 16,9% dones solteres, i en un 15% no eren unitats familiars. En el 13,3% dels habitatges hi vivien persones soles el 7,6% de les quals corresponia a persones de 65 anys o més que vivien soles. El nombre mitjà de persones vivint en cada habitatge era de 3,64 i el nombre mitjà de persones que vivien en cada família era de 4,02.
Per edats la població es repartia de la següent manera: un 34,8% tenia menys de 18 anys, un 11,3% entre 18 i 24, un 26,3% entre 25 i 44, un 15,8% de 45 a 60 i un 11,9% 65 anys o més.
L'edat mediana era de 27 anys. Per cada 100 dones de 18 o més anys hi havia 85,7 homes.
La renda mediana per habitatge era de 24.333 $ i la renda mediana per família de 25.916 $. Els homes tenien una renda mediana de 19.169 $ mentre que les dones 16.737 $. La renda per capita de la població era de 9.462 $. Aproximadament el 30,8% de les famílies i el 35,5% de la població estaven per davall del llindar de pobresa.

## Poblacions properes
El següent diagrama mostra les poblacions més properes.